# تششمة سنجتها
تششمة سنجتها (بالفارسية: چشمه سنجتها) هي قرية تقع في قسم ميزدج عليا الريفي في إيران.